# 김병준 (1962년)
김병준(1962년 3월 21일 ~ )은 대한민국의 변호사, 세무사, 방송인이다.

## 학력
- ~ 2017 : 건국대학교 부동산대학원 부동산경영관리 석사
- ~ 2014 : 연세대학교 법무대학원 조세법전공 석사
- ~ 1995 : 성균관대학교 법학 학사
- ~ 1981 : 청구고등학교 졸업

## 수상
- 2016 서울지방변호사회 공로상
- 2016 강원랜드 감사패
- 2013 법무부장관 표창
- 2013 서울특별시 감사패
- 2009 SBS TV로펌 솔로몬 감사패
- 2004 SBS 솔로몬의 선택 감사패
- 2001 서울지방변호사회 표창

## 경력
- 청구법률 세무회계사무소 대표 변호사, 세무사
- 2016.08 ~ 서울지방세무사회 조세제도연구위원회 위원
- 2015.06 ~ 서초세무서 국세심사위원회 위원
- 2015.04 ~ 서울지방변호사회 교육위원회 위원
- 2014.12 ~ 코아드 법률 및 세무 고문
- 2014.11 대한성형외과의사회 자문변호사
- 2014.01 한국전력공사 법률고문
- 2011.04 ~ 한국실업축구연맹 이사
- 2010.03 서울특별시 입법, 법률고문
- 2009.12 서울특별시도시철도공사 법률고문
- 2009.07 한국토지공사 법률 고문
- 2009.03 TBS TV 시민편성자문단위원
- 2008.12 서울특별시도시철도공사 법률고문
- 2007.07 법무부, 대한변호사협회 법교육 출장강사
- 2007.07 강원랜드 한국도박중독예방치유센터 발전자문위원회 위원
- 2007.02 서울특별시 법률고문
- 2006.06 대한변호사협회 윤리위원회 감찰위원
- 2005.09 아동여성장애인 경찰지원센터 학교,여성폭력피해자 ONE-STOP 지원센터 무료법률지원단위원
- 2001.04 서울특별시선거관리위원회 위원
- ~ 2001 고려대학교 의사법학연구소 의료법학연구과정 수료
- ~ 2000.01 제29기 사법연수원 수료
- 1997 제39회 사법시험 합격

## TV
- 솔로몬의 선택 (SBS TV)
- TV로펌 솔로몬 (SBS TV)
- 부부솔루션 미안해 사랑해 (SBS TV)
- 친절한 미선씨 (스토리온)
- 한양 스캔들 (채널A)
- 칼로 물 베기 쇼 - 부부젤라 (TV조선)
- 체험 삶의 현장 (KBS 1TV)
- 1대 100 (KBS 2TV)
- 비타민 (KBS 2TV)
- 가족의 품격 풀하우스 (KBS 2TV)
- 대한민국 교육위원회 궁금증해결단 (JTBC)
- 2008년 12월 7일 일요일 MBC TV 《환상의 짝꿍》(77회) 가족특집 제5탄 출연
- 2009년 SBS 《스타 주니어쇼 붕어빵》출연

## 라디오
- 2005년 KBS HAPPY FM 《홍수환 이승연의 라디오 챔피언》 샬랄라 세상만사

## 저서
- 10권의 책으로 노무현을 말하다 (2010년 6월 30일)
- 그래도 행복해지기 우리 시대 멘토 20인의 행복수업 (2011년 7월 25일)